# Фіолент (місцевість)
Фіолент (крим. Fiolent) — віддалена частина міста Севастополя, обмежена Камишовим, Монастирським та Фіолентовським шосе. Назва від однойменного мису.
З 7 вересня 2023 року місцевість передана до Бахчисарайського району Автономної Республіки Крим, однак, вона досі не має статусу окремого населеного пункту.
Станом на 2021 рік на території району існували біля 300 дачних кооперативів, в кожному в середньому проживає біля 120 людей. При цьому, оскільки первісно район не був запланований для постійного проживання, тут відсутня міська інфраструктура, властива іншим міським районам.
Також тут зосереджена велика кількість військових частин.

## Історія
Важливою пам'яткою району є Георгіївський Балаклавський чоловічий монастир, заснований за легендою в 891 році греками-мореплавцями, які у Фіолента потрапили у бурю. Судно мало не розбилося об прибережну скелю, але моряки благали святого Георгія Побідоносця, і буря вщухла, а на скелі вони знайшли ікону святого Георгія. На подяку за порятунок моряки заснували на береговому схилі житло з печерною церквою в ім'я Георгія Побідоносця. На самій скелі (названій скелею Святого Явлення) було встановлено хрест.
Після заснування Севастополя біля мису будували хутори (серед власників були адмірали Федір Ушаков та Павло Пустошкін). Наприкінці XIX ст. за ініціативою дворянина Григорія Апаріна біля монастирю будуть кілька дачних селищ, які згодом отримали назву хуторів Апаріна.
У пізньорадянську добу землі району почали активно віддавати під садові ділянки.
2013 року 4 херсонеські хори, що розташовані в районі, потрапили до списку об'єктів Світової спадщини ЮНЕСКО: в Юхариній балці, на Безіменній висоті, на Виноградному мисі, у балці Бермана.

## Транспорт
Повідомлення району з містом здійснюється рейсовими автобусами № 3, 24, 79, що з'єднують Фіолент із транспортним вузлом на 5-му кілометрі Балаклавського шосе, а також районами Стрілецька бухта, Льотчики та Комиші. У літній період на Яшмовий пляж ходить пасажирський катер з Балаклави.